# Henri Hollanders
Henri Hollanders (Bruxelles, 9 novembre 1922 – 24 giugno 1995) è stato un cestista belga.
Era il fratello di Alexandre Hollanders.

## Carriera
Ha disputato sei partite ai Giochi della XIV Olimpiade, segnando 20 punti.